# Seututie 362
Pour les articles homonymes, voir Route 362.
La route régionale 362 (finnois : Seututie 362) est une route régionale allant de Haapa-Kimola à Kouvola jusqu'à Kausala à Iitti en Finlande,,.

## Présentation
La seututie 362 est une route régionale de la Vallée de la Kymi.